# Jumellea spathulata
Jumellea spathulata là một loài thực vật có hoa trong họ Lan. Loài này được (Ridl.) Schltr. mô tả khoa học đầu tiên năm 1925.